# Fusiform aangezichtshersengebied
Het fusiforme aangezichtshersengebied (Engels: fusiform face area of FFA) is een gebied in de menselijke hersenen dat onderdeel is van de gyrus fusiformis
Het staat in voor de zintuiglijke gezichtsherkenning, maar er zijn ook studies die aantonen dat het misschien categorische informatie verwerkt, met name van bekende objecten. De FFA ligt op de gyrus fusiformis in de temporale kwab. 